# Júdeai-hegység
A Judeai-hegység vagy Judeai-hegyvidék (héberül: הרי יהודה Harei Yehuda, arabul: جبال الخليل Jibal Al Khalil) hegység Izrael és Ciszjordánia területén, ahol Jeruzsálem és számos más bibliai helyszín fekszik. Legmagasabb pontja 1026 méterrel emelkedik a tengerszint fölé. Ez a terület képezte a Júdai Királyság magterületét, ahol a legkorábbi zsidó települések kialakultak.
A hegység észak–déli irányban húzódik Galileától a Negev-sivatagig, 900 m-es átlagos magassággal. Magában foglalja Jeruzsálemet, Hebront, Betlehemet és Rámalláh-t. A tőle nyugatra fekvő Parti-síkságot választja el a keleti oldalán húzódó Szír–Jordán-ároktól. Északi része Szamáriai-hegyek, középső Jeruzsálemi-dombok, déli pedig Hebroni-dombok néven is ismert.

## Fordítás
- Ez a szócikk részben vagy egészben a Judaean Mountains című angol Wikipédia-szócikk ezen változatának fordításán alapul.  Az eredeti cikk szerkesztőit annak laptörténete sorolja fel. Ez a jelzés csupán a megfogalmazás eredetét és a szerzői jogokat jelzi, nem szolgál a cikkben szereplő információk forrásmegjelöléseként.